# Путешествие с надеждой
Путешествие с надеждой (англ. Traveling Hopefully) — американский короткометражный документальный фильм 1982 года, режиссёр Джон Г. Эвилдсен. Фильм был номинирован на премию «Оскар» в категории «Лучший короткометражный документальный фильм». Основное внимание уделяется Роджеру Нэшу Болдуину, основателю Американского союза защиты гражданских свобод. Болдуин рассказывает о том, как он заинтересовался гражданскими свободами, и упоминает ряд дел, в которых Американский союз защиты гражданских свобод защищал людей или организации.

## Критика
Джанет Маслин из The New York Times написала: «Это дружелюбный, благонамеренный документальный фильм, но крайне поверхностный». Джон Дж. О’Коннор, также пишущий в Times, заявил, что «Путешествие с надеждой» «с теплотой передаёт восхитительную твёрдость подлинного американца».